# Законы рукопашного боя 2: Тайное задание
«Законы рукопашного боя 2: Тайное задание» (англ. Martial Law II: Undercover, другие названия «Комендантский час 2: Под прикрытием», англ. Karate Cop) — боевик режиссёра Кёрта Андерсона с Синтией Ротрок в главной роли, продолжение боевика «Законы рукопашного боя» (1991). Премьера видеофильма состоялась в октябре 1991 году на Американском кинорынке (англ. American Film Market), в видеосалонах США с 20 августа 1992 года.

## Сюжет
Лос-Анжелеский полицейский и мастер единоборства Шон Томпсон, после очередной успешной операции, получает повышение детектива и направлен в отделение в Филадельфии где он также должен начать курс боевых искусств для местных полицейских. Параллельно, в городе работает местная шайка под руководством также мастера единоборства, Спенсера. Эта шайка, под прикрытием ночного клуба, занимается нелегальными операциями (точные данные этих операций в фильме не представлены — но скорее речь идёт о проституции, нелегальной продаже оружия и нелегальные битвы). В этой организации также замешаны новый коллега Томпсона, детектив Доббз и его начальник — капитан Кранц. Коллега и старый друг Топсона, детектив Борелли, подозревая Доббза в коррупции, начинает шпионить за ним что выводит его в логово Спенсера. Однако он пойман и жестоко избит телохранителями Спенсера которое потом обливают его Виски и бросают его, вместе с машиной, с обрыва инцинируя несчастный случай.
В опреки убеждениям Доббза и приказа Кранца — Томпсон подозревает что то не ладное и решает исследовать инцидент. Найдя в машине визитную карточку клуба Спенсера он идёт туда но очень быстро попадает под подозрение и избит главными телохранителями Спенсера — Бри и Теннер — которые ещё и узнают что он полицейский. Понимая что дальше один он исследовать не может — Томпсон обращается к бывшей коллеге и партнершой из Лос-Анжелеса — Билли (тоже мастер единоборства) — которая под прикрытием нанимается в бар как барменша. Там она знакомится с Тиффани, главной консумерши и проститутки Спенсера которая, не подозревая кто такая Билли на самом деле, со временем начинает рассказывать ей все больше и больше информации о Спенсере.
Тем временем Спенсер, в надежде увеличить свой бизнес, предлагает своему главному VIP клиенту — Джоунсу — поединок. Ставки поединка заключаются: если человек Спенсера (Теннер) победит — Спенсер покупает весь бизнес Джоунса за 10 миллионов. Если же 2 людей Джоунса победят — тот получает клуб Спенсера за бесплатно. Теннер побеждает и проигравший Джоунс отдаёт бизнес Спенсеру требуя 10 миллионов в течение недели. Узнав о местной крупной операции наркотиков — Спенсер шантажирует Кранца что бы тот обезвредил операцию и позволил им ограбить деньги. Кранц отказывается и тогда Спенсер приманивает его при помощи Тиффани которая, во время романтичного ужина, усыпляет его. После этого Спенсер стреляет в Тиффани из пистолета Кранца, кладёт её тело рядом с ним на кровать а его пустой пистолет сует в его руку — успев при этом сфотографировать пару съёмок. У Кранца не останется выбора и он соглашается.
После того как 2 предыдущих покушений на Томпсона окончились неудачой и так как Доббз слишком оставляет за собой следы — Спенсер требует что бы именно они были в фургоне с деньгами что-бы наконец то избавиться от них. Группа захвата Кранца успешно обезвреживают операцию наркотиков и Томпмсон и Доббз везут фургон с деньгами и наркотиками в отделение. Вскоре на них нападают люди Спенсера. Доббз уверен что его не тронут однако Хен, очередной охранник Спенсера, решает сначала убить его. Возпользавшись секунднной неразборкой Томпсон освобождается от похитителей и едет в логово Спенсера взяв Хена в заложники.
В логово Спенсера Томпсон простреливает Хену череп и расправляется почти со всеми охранниками вокруг . Билли, тем временем находясь там как очередной телохранитель Спенсера и пользуясь своим мастерством единоборства, обазаруживает и убивает Бри и двоих остальных охранников. Теннер выходит на поединок с Топсоном однако последний расправляется с Тенером повесив его на цепи.
Наконец, Топсон становится лицом к лицу с Спенсером. Поединок очень равный однако в конце Томпсон побеждает бросив Спенсера на торчявшию из пола острую пику.
Узнав ещё ранее о замешательстве в этой организации Кранца — Томсон и Билли едут к нему домой. Увидев их из окна и поняв что разоблачен — Кранц стреляет себе в лоб.

## В ролях
- Синтия Ротрок — Билли Блейк
- Джефф Уинкотт — детектив Шон Томпсон
- Пол Йоханссон — Спенсер Гамильтон
- Эван Лури — Теннер
- Чарльз Тейлор — Доббз
- Шерри Роуз — Бри
- Билли Драго — капитан Кранц
- Дебора Дриггз — Тиффани
- Конрой Гедеон — Джоунс
- Кимбер Сиссонс — Селеста
- Лео Ли — Хэн
- Макс Тэйер — капитан Бэнкс
- Джон Видор — Сонни
- Николас Хилл — Хорхе
- Дегни Халтгрин — Кристин Ричардс
- Кен Дункан — Брэд Гамильтон
- Лу Палумбо — Эл Мёрфи
- Пэт Асанти — Джордж
- Оскар Диллон — телохранитель Джоунса
- Рико МакКлинтон — телохранитель Джоунса
- Эддисон Кук — Боб
- Бриджет Карни — танцовщица
- Майкл Энтони Тейлор — полицейский
- Грегг Браззел — Бо
- Джеффри Скотт Дженсен — горожанин
- Кристофер Урситти — полицейский
- Денис Дафф — Нэнси Борелли
- Лампи Стрэтмор — офицер Диккенс
- Мэттью Пауэрс — рик
- Лу Войлер — пижон
- Фриц Либер — Ленни

## Каскадёры
- Цуёси Абэ
- Скотт Лева
- Пи Уи Пьемон
- Питер Рокка
- Джеф Борнстейн

## Съёмочная группа
- Режиссёр-постановщик: Кёрт Андерсон
- Сценаристы: Ричард Брандес, Пьер Давид (сюжет), Жиль Фицджеральд
- Продюсер: Стив Коэн
- Оператор: Питер Фернбергер
- Композитор: Эллиот Соломон
- Художник-постановщик: Джеймс Р. Шумейкер
- Художник по костюмам: Яна Сиркин
- Монтажёр: Майкл Тибо
- Звукорежиссёр: Адам Джозеф
- Звуковые эффекты: Им Тэсунь
- Постановщик боёв: Джефф Прутт